# 엔리크 다라고 왕자 (1400년)
엔리크 다라고(Enric d'Aragó, 1400년~1445년 6월 15일)는 아라곤 왕국의 왕자이다. 알리폰소 5세, 추안 2세의 동생이자 초대 비예나 공작, 제4대 알부르케르케 백작, 암푸리아스 백작, 산티아고 기사단의 단장이었다. 아버지 페르난도가 카스티야의 어린 국왕 후안 2세(1405~1454)의 숙부 자격으로 섭정을 하다가 1412년 아라곤의 국왕으로 선출되어 카스티야를 떠났다. 부친과 달리 카스티야 궁정에 남았으며, 1420년 쿠데타를 일으켜 정권을 장악했으나 귀족들의 지지가 약해지자 권력에서 밀려났다.
이후 형 추안 2세의 총신 알바로 데 루나(1388~1453)를 상대로한 권력투쟁을 통해 잠시 정권을 잡았으나 다시 밀려나 나폴리에서 망명생활을 하기도 했다. 사촌동생이자 처남인 카스티야의 국왕 후안 2세와 평생 갈등하였고, 1445년 카스티야 국왕군을 상대로 벌어진 올메도 전투에서 참전했다가 패배하였다. 이때 입은 상처가 악화되어 6월 15일 칼라타유드(Calatayud)에서 사망하고 말았다.

## 어린시절

### 출생과 부모
엔리케는 트라스타마라 가문의 일원으로 아버지는 아라곤 국왕 페르난도 1세이고 어머니는 3대 알부르케르케 백작인 레오노르이다. 아라곤의 국왕 페르난도 1세인 아버지는 본래 카스티야의 국왕 후안 1세(재위1379~1390)의 차남이었다. 형이자 국왕인 엔리케 3세가 1406년 27세 나이로 사망하여 한살의 어린 나이로 조카 후안 2세가 즉위하자 숙부의 자격으로 섭정이 되어 형수인 캐서린과 분점하여 카스티야 왕국의 국정을 책임졌다.
그러던 중 아라곤의 마르틴 1세가 후계 없이 사망한 후 1412년에 아라곤의 국왕으로 선출되어 카스티야를 떠나 아라곤에서 즉위하였다. 엔리케는 부모님이 물려준 주요 영지가 카스티야에 있었고 카스티야에 넓은 인맥도 가지고 있었으므로 카스티야 궁궐에 남게 되었다. 아버지 페르난도 1세가 카스티야를 떠난 이후에는 후안 2세의 모후 캐서린이 단독으로 섭정을 하였고 이때부터 궁정 내에서 알바로 데 루나(1388~1453)의 영향력이 점차 커지기 시작하였다.

### 형제 관계
엔리케는 셋째 아들이었으며 그의 첫째 형 알폰소는 1416년에 아버지 페르난도 1세의 뒤를 이어 아라곤의 국왕 알폰소 5세가 되었다. 1421년 자식이 없었던 조반나 2세 여왕이 알폰소 5세를 나폴리 왕국의 후계자로 지명하자 알폰소 5세는 나폴리로 가서 경쟁자들을 물리치고 최종적으로 1443년 2월 26일 나폴리 왕국을 점령하였다. 이후 나폴리는 자신의 사생아인 페르디난도 1세에게 물려주었다. 카스티야 국왕의 누이 마리아(1401~1458)와 결혼하였다.
둘째형 후안 2세(1398~1479)는 1420년에 나바르의 블랑쉬(수리아 2세)와 혼인하여 여왕의 남편 자격으로 나바르의 명예왕(Jure uxoris)이 되었다. 알바로 데 루나(1388~1453)를 상대로한 카스티야 권력투쟁에 여러번 관여했었다. 1458년 형 알폰소 5세가 후계없이 사망하자 아라곤, 시칠리아를 물려받아 후안 2세로 즉위하였다. 카스티야의 이사벨 1세 여왕의 남편인 페르난도 2세의 아버지로서 이사벨 1세와 아들의 비밀 결혼을 추진하기도 하였다.
엔리케의 여동생 마리아(1403-1445)는 카스티야의 국왕 후안 2세(1405~1454)와 1420년에 결혼하여 카스티야의 왕비가 되었다.

### 성장기 이력
5살이 되던 1405년 백부이기도 한 카스티야의 국왕 엔리케 3세(재위 1390~1406)가 자신의 아들 왕세자 후안(훗날 후안 2세,1405~1454)을 위한 왕실 평의회에 위원 자격을 부여함으로써 카스티야 왕실에 들어갔다. 5살 연하 사촌동생인 후안 왕세자(1405~1454)는 다음해인 1406년 한살의 나이로 카스티야의 국왕 후안 2세가 되어 즉위하였다. 1409년 산티아고 기사단장 로렌초 수아레스 데 피구에로아가 사망하였는데, 엔리케는 겨우 9살임에도 불구하고 새로운 기사단장(Grand Master)가 되었다.

## 권력투쟁

### 쿠데타 (1420년)
1418년 6월, 그의 백모이자 후안 2세의 모후인 랭커스터의 캐서린(1373~1418)이 죽은 후, 엔리케는 친형 후안 왕자와 함께 공동 섭정이 되었다. 이때부터 두 형제간에 권력투쟁이 벌어지기 시작했으며 카스티야 귀족들간에도 파벌이 형성되었다. 1419년 3월 7일 후안 2세가 만 14세가 되어 친정을 선포하자, 두 파벌 간의 긴장은 더욱 증가했다. 권력욕이 강했던 엔리케는 그의 형 후안이 나바라의 블랑쉬와 결혼하기 위해 나바라로 떠나면서 카스티야를 비우자 쿠데타를 일으켰다. 1420년 7월14일 새벽 토르데시야스에 있는 왕궁으로 쳐들어가서 후안 2세(1405~1454)를 구금하였고 그의 형 후안(1398~1479) 왕자를 따르던 귀족들을 모두 제거한 후 정권을 장악하였다.
1420년 8월, 국왕 후안 2세(1405~1454)를 아빌라로 데려간후 자신의 여동생 마리아와 강제로 결혼시켰다. 소식을 접한 엔리케의 형 후안이 군대를 일으켜 올메도에 도착하자 엔리케는 왕을 데리고 탈라베라로 이동하였다. 11월 29일, 국왕 후안 2세가 알바로 데 루나와 함께 탈출에 성공하여 몬탈반 성으로 피신하였다. 엔리케가 성을 포위했으나 폭풍으로 인해 성을 함락시키지 못하고 철수하였고 날이 갈수록 귀족들이 지지를 철회하자 힘을 잃어버리게 되었다. 1423년 반역죄로 체포되어 산티아고 기사단장직을 제외한 모든 직위와 재산을 몰수당한채 모라성에 감금되었다.
카스티야 국왕 후안 2세는 자신의 탈출을 도와 쿠데타가 무산되는데 큰 공을 세운 알바로 데 루나를 카스티야의 총사령관(Constable of Castile)으로 임명하였다. 이로써 루나는 궁정내 영향력이 큰 인물이 되었다. 엔리케의 형인 아라곤의 국왕 알폰소 5세는 동생의 석방을 위해 외교적 협상노력과 압박을 가하였고 1425년 10월에 엔리케는 석방되었다. 석방이후 반국왕파 귀족연합을 이끌며 권력의 중심으로 부상한 루나를 궁정에서 추방하기 위해 앞장섰다.

### 권력 회복 (1427년)
귀족연합의 압박으로 1427년 9월 루나는 실각했고 엔리케는 이전의 권력을 되찾았다. 그러나 귀족연합이 분열양상을 보이며 1428년 2월에 루나가 정계복귀하였고 엔리케와의 권력투쟁은 재현되었다. 엔리케와 귀족연합이 카스티야와 레온에 대한 후안 2세의 지배력 강화를 지속적으로 방해하자 1428년 6월 후안 2세는 엔리케에게 궁정에서 떠날것을 명령했다. 1429년 그의 형이자 아라곤 왕 알폰소 5세(재위 1416~1458)는 엔리케와 도모하여 카스티야에 선전포고를 하였다.
아라곤과 나바라 연합군이 자드라케(Jadraque)까지 침공했으나 누이 마리아(후안 2세의 왕비)가 노력한 덕분에 실제 전쟁은 일어나지 않았다. 이듬해 양국간 마자노 조약을 체결하며 사건은 마무리가 되었으나 엔리케는 이일로 인하여 나폴리로 망명을 떠났다. 친형 알폰소 5세가 나폴리를 정복을 위해 싸우고 있었으므로 그곳에서 형을 도왔다.

### 올메도 전투 (1445년)
1435년 어머니 레오노르가 사망하며 엔리케는 앨버커키 백작위를 상속받았다. 1437년 카스티야 귀족들이 국왕 후안 2세와 루나 재상에 대해 무력 봉기를 하여 카스티야는 내전에 돌입했다. 1438년에 엔리케는 앨버커키 백작 자격으로 귀국한후 귀족들 편에 서서 내전에 합류하였다. 1445년 5월 19일, 올메도(Olmedo)에서 전투가 벌어졌는데 이 전투에는 아라곤이 반 국왕파 카스티야 귀족들과 연합했으며 엔리케도 참전하였다. 그러나 아라곤-귀족연합군은 루나 재상이 이끈 국왕군에 대패 당했고 엔리케는 전투중에 입은 부상이 악화되어 6월 15일에 사망하였다.

## 결혼
1418년 11월, 엔리케는 카스티야 국왕 후안 2세의 누나이자 사촌인 캐서린(1403~1439)과 결혼했다. 왕의 누이와의 결혼을 통해 엔리케의 카스티야 왕궁내의 영향력은 증가했으며 카스티야의 총신 알바로 데 루나(1388~1453)에게는 위협적인 존재가 되었다.
1439년 10월 아내 캐서린이 아이를 유산한후 세상을 떠났다. 그들 사이에는 자식이 없었고 캐서린의 남동생(카스티야 왕 후안 2세)은 비예나 공작위를 몰수했다. 그 후 얼마 지나지 않아 올메드 전투(1445년)를 앞두고 반 국왕파 카스티야 귀족들과의 연합을 공고히 하기 위해서 베나벤테 백작의 딸인 비트리즈 데 피멘텔(Beatriz de Pimentel)과 재혼하였는데 이들 사이에서 아들 엔리케(1445–1522)가 태어났다. 그의 아들은 초대 세고르베 공작이 되었으나 엔리케의 증손녀 앤에 이르러 가문의 대가 끓어졌다.